# Abasia
Abasia is een geslacht uit de familie Caligidae, orde Siphonostomatoida, uit de onderklasse der eenoogkreeftjes.

## Soorten
- A. inflata
- A. pillaii
- A. platyrostris
- A. pseudorostris
- A. pusilla
- A. tripartita